# EBSA-6-Red-Snooker-Europameisterschaft
Die EBSA-6-Red-Snooker-Europameisterschaft ist ein seit 2016 jährlich stattfindendes Snookerturnier in der Disziplin Six-Red-Snooker. Es wird vom europäischen Amateur-Snookerverband EBSA veranstaltet. Die bisherigen Ausgaben gewannen der Pole Mateusz Baranowski, der Isländer Kristján Helgason, der Israeli Shachar Ruberg, der Franzose Alexis Callewaert, der Ukrainer Julian Bojko, der Este Andres Petrov, der Engländer Wayne Brown und der Österreicher Florian Nüßle.

## Die Turniere im Überblick
| Jahr | Austragungsort | Europameister      | Ergebnis | Finalist        | Halbfinalisten 1       |
| ---- | -------------- | ------------------ | -------- | --------------- | ---------------------- |
| 2016 | Vilnius        | Mateusz Baranowski | 4:3      | Lukas Kleckers  | Wayne Brown            |
| 2016 | Vilnius        | Mateusz Baranowski | 4:3      | Lukas Kleckers  | Iwan Kakowski          |
| 2017 | Shëngjin       | Kristján Helgason  | 5:2      | Wayne Brown     | Alex Taubman           |
| 2017 | Shëngjin       | Kristján Helgason  | 5:2      | Wayne Brown     | Tyler Rees             |
| 2018 | Bukarest       | Shachar Ruberg     | 5:1      | Gary Thomson    | Michael Judge          |
| 2018 | Bukarest       | Shachar Ruberg     | 5:1      | Gary Thomson    | Greg Casey             |
| 2019 | Belgrad        | Alexis Callewaert  | 5:4      | Paweł Rogoza    | Francisco Sánchez Ruíz |
| 2019 | Belgrad        | Alexis Callewaert  | 5:4      | Paweł Rogoza    | Greg Casey             |
| 2020 | Albufeira      | Julian Bojko       | 5:3      | Darren Morgan   | Gary Thomson           |
| 2020 | Albufeira      | Julian Bojko       | 5:3      | Darren Morgan   | Julien Leclercq        |
| 2021 | Albufeira      | Andres Petrov      | 5:0      | Paweł Rogoza    | Iwan Kakowski          |
| 2021 | Albufeira      | Andres Petrov      | 5:0      | Paweł Rogoza    | Aleix Melia            |
| 2023 | Albena         | Wayne Brown        | 5:3      | Harvey Chandler | Nicolas Mortreux       |
| 2023 | Albena         | Wayne Brown        | 5:3      | Harvey Chandler | Shachar Ruberg         |
| 2024 | Albufeira      | Florian Nüßle      | 5:3      | Stuart Watson   | Julian Bojko           |
| 2024 | Albufeira      | Florian Nüßle      | 5:3      | Stuart Watson   | Harvey Chandler        |